# 승부조작
승부조작(勝負造作, 영어: match fixing 매치 픽싱[*])은 스포츠에서 관련 브로커들로부터 제안을 받아 금전적 이득을 취할 목적으로 경기가 시작되기 전부터 경기 과정이나 결과를 감독하고 선수, 코치, 스포츠 관계자들끼리 서로 짜고 미리 결정짓고 나서 다른 팀의 선수를 포섭하여 낙승이라든가 고의적인 반칙, 기량저하를 요구하여 실점의 빌미를 만들어 경기에 패배시켜서 의도적으로 경기 결과를 조작하여 스포츠 정신을 망각해 버리는 것은 물론 스포츠에 대한 존립 기반을 뒤흔드는 범죄행위로, 형법 및 국민체육진흥법 위반 사항이 적용된다.
승부조작은 결국 스포츠를 돈내기 시합으로 전락시킴으로써 감독하고 선수, 코치, 매니저들의 스포츠 정신 타락, 권위 실추, 공정성 훼손, 스포츠에 대한 불신으로 이어지게 됨으로 스포츠의 독버섯이라 해도 과언이 아니다. 
결국 스포츠가 국민들로부터 신뢰를 잃게 되는 것은 물론, 때로는 구단의 규모 축소라든가 해체로 이어지게 됨으로써 선수, 감독 뿐만 아니라, 스포츠 팬들에게도 씻을 수 없는 상처를 남기게 된다. 
뿐만 아니라, 승부조작에 가담한 단체는 스포츠토토 대상 경기에서 제외되고 국민체육진흥기금도 지급 받을 수 없게 된다. 
뿐만 아니라 승부조작에 가담하여 자격정지 처분을 받는 경기단체하고 감독, 선수, 코치, 관련 매니저들은 제재 기간 동안 스포츠토토 수익금이라든가, 국민체육진흥기금 지급 대상에서 제외됨으로써 재정적인 타격이 불가피하고, 지정취소 처분까지 받으면 영원히 수익금을 받지 못하게 되어 단체 폐쇄를 면하기 어렵게 된다.
결국 승부조작이라는 검은 유혹을 뿌리치지 못한다면 한 순간의 불법행위에 빠져 나락으로 떨어진다는 사실을 교훈으로 삼아야 한다.  
승부조작에는 도박에 베팅이 연루되어 있는 경우가 빈번하지만 국가적인 규모의 승부조작의 경우 도박하고 상관없이 자국의 대표팀을 다음 라운드에 진출시키기 위해 상대팀과 짜고 승부를 조작하는 경우가 더 많다.

## 원인
주된 원인은 도박하고 연관이 되어 있다든지, 특정 팀이 다음 라운드에 진출하게 하기 위해서이다.

### 도박
선수하고 감독들은 승부조작을 해주는 대가로 도박관련 브로커들로부터 금전적인 이익을  얻을 수 있다. 1919년 월드시리즈에서 시카고 화이트삭스 선수들은 도박가로들로부터 돈을 받고 신시내티 레즈에게 고의로 패배했다. 블랙삭스 스캔들로 불리는 이 스캔들로 시카고 화이트삭스는 2005년까지 우승을 하지 못했다.

## 승부조작 사건 목록
| - 스타크래프트 승부조작 사건 - K리그 승부조작 사건 - V-리그 승부조작 사건 - KBO 리그 승부조작 사건 - 대한민국 프로 농구 승부조작 사건 - 스타크래프트 II 승부조작 사건 | - 검은 안개 사건 (일본 프로 야구) - 일본 스모 승부조작 사건 - 2018년 볼고그라드의 촌탁 | - 대만 야구 승부조작 사건 | - 블랙삭스 스캔들 |

### 유럽
- 2013년 유로폴 승부조작 수사

#### 독일
- 1965년 분데스리가 승부조작 사건
- 1971년 분데스리가 승부조작 사건
- 1982년 히혼의 불가침 조약
- 2005년 분데스리가 승부조작 사건

#### 오스트리아
- 1982년 히혼의 불가침 조약

#### 이탈리아
- 1980년 이탈리아 축구 스캔들(토토네로)
- 2006년 이탈리아 축구 스캔들(칼초폴리)
- 2011-12 이탈리아 축구 스캔들

#### 폴란드
- 2018년 볼고그라드의 촌탁

#### 프랑스
- 발랑시엔-마르세유 승부조작 (l'affaire VA-OM)

#### 튀르키예
- 2011년 튀르키예 스포츠 부패 스캔들

#### 포르투갈
- 2008년 황금 호루라기 파동

## 같이 보기
- 마권업자
- 조직범죄
- 스포츠 베팅